# Красноглинний (Новосергієвський район)
Красногли́нний (рос. Красноглинный) — селище у складі Новосергієвського району Оренбурзької області, Росія.

## Населення
Населення — 43 особи (2010; 79 у 2002).
Національний склад (станом на 2002 рік):
- башкири — 56 %